# 로렌초 발라

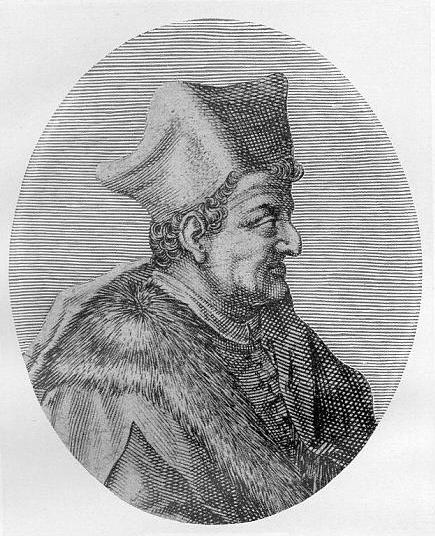
로렌초 발라

로렌초 발라(Lorenzo Valla, 1407년 ~ 1457년 8월 1일)는 15세기 이탈리아의 인문주의자이다. 《콘스탄틴 기증장》이라 불리는 교황청의 문서가 조작되었다는 사실을 문헌학적인 연구를 토대로 하여 그 증거와 함께 폭로한 것으로 유명하다. 로마 출생으로 언어문헌학(言語文獻學) 방법의 확립자로서 일생 동안 기존 학문에 대해서 비판을 가하였다. 
1429년 이후 파비아에서 웅변술을 강의했다. 1437년 나폴리로 가서 알폰소왕(王)의 서기관을 역임하였고, 1448년 로마로 돌아와 만년에는 교황 서기관으로 근무하였다. 키케로 등을 모범으로 삼아 라틴어를 순화할 것을 주장하고, 스콜라 철학자와 로마법학자의 방법과 언어를 비판하였다. 라틴어 《신약성서》의 본문을 교열하였는데, 뒤에 에라스뮈스가 출판하였다.
로마 교황령이 로마 황제 콘스탄티누스로부터 기부되어 세속의 황제에 대한 로마 교황의 우위권을 주장한 근거가 되어온 콘스탄티누스의 기증이라는 문서가 조작된 후대(後代)의 위작(僞作)이라는 것을 언어문헌학적 역사학적으로 증명한 사람이다. 발라는〈증서 Declamatio〉(1440, 〈콘스탄티누스의 기증에 대한 로렌초 발라의 논문〉으로 1922년 영역)에서 그는 익명의 저자가 쓴 '증서'에 나타난 조잡한 라틴어 문체를 밝혀내고, 감정 결과 그것이 콘스탄티누스 대제 치하에 씌어진 것일 리가 없다고 주장했다. 또한 교황 지상주의를 비판했기 때문에, 당시 교황 에우제니오 4세의 분노를 사 이단심문소에 고발되어 화형을 선고 받았으나 당시 교황과 적대관계였던 알폰소 왕의 중재로 간신히 화형을 면하게 된다.이 후 교황 니콜라오 5세는 관용을 보여 발라를 교황청에 초청하여 고전 연구에 종사시켰다. 칼빈과 같은 종교개혁가들이 성경을 해석하는 방법에서 영향을 많이 받았다.